# Manuel Rodas
Manuel Rodas Ochoa (nascido em 5 de julho de 1984) é um ciclista guatemalense que competiu no ciclismo nos Jogos Olímpicos de Verão de 2012, representando a Guatemala.